# Qingcheng Shan
Qingcheng Shan (chiń. upr. 青城山; pinyin Qīngchéng Shān) – góra w Chinach, w prowincji Syczuan, w mieście Dujiangyan, będącym częścią zespołu miejskiego Chengdu. W 2000, wraz z systemem irygacyjnym Dujiangyan, wpisane na listę światowego dziedzictwa UNESCO. Wznosi się na wysokość 2434 m n.p.m.
Góra pełni szczególną rolę w chińskim taoizmie religijnym. Tu swoje nauki miał głosić Zhang Daoling, uchodzący za jednego z głównych myśliciel tej filozofii. Na górze jest jedenaście taoistycznych świątyń.